# لوسیانا ماریا دیونیزیو
لوسیانا ماریا دیونیزیو (انگلیسی: Luciana؛ زادهٔ ۲۴ ژوئیهٔ ۱۹۸۷) بازیکن فوتبال اهل برزیل است.

وی همچنین در تیم ملی فوتبال زنان برزیل بازی کرده‌است.
وی در مسابقات کشوری و بین‌المللی در مجموع برندهٔ ۱ مدال طلا شده‌است.